# Хремонид
Хремонид (на старогръцки: Χρεμονίδης, Chremonides) е водещ политик в Древна Атина, архитект на голямото въстание на гърците срещу македонското господство от 267 – 261 г. пр. Хр., останало в историята под названието Хремонидова война.
Хремонид е син на Етеокъл и приятел на философа Зенон от Китион. Издига се начело на демократическата партия в Атина. Води преговорите със спартанския цар Арей и други гърци, в резултат на които е образувана голяма антимакедонска коалиция. Договорът е съхранен на каменен надпис.
Продължителните борби с македонския цар Антигон Гонат завършват с поражение за Атина и съюзниците ѝ. Хремонид и по-малкият му брат Главкон са принудени да напуснат града си и бягат в Египет. Хремонид постъпва на служба при египетския владетел Птолемей II и командва флота му, разбит от родосците в битка край Ефес през 258 г. пр. Хр.